# Беггров, Иван Иванович
Иван Иванович Беггров (нем. Johann Gustav Beggrow; 1828—1888) — русский инженер-технолог; основатель первого в России завода типографской краски.

## Биография
Родился 25 июня (7 июля) 1828 годав семье Ивана Петровича Беггрова, брата художника К. П. Беггрова.
В 1849 году окончил Санкт-Петербургский практический технологический институт и поступил на один из Санкт-Петербургских сахарных заводов. Со следующего года стал работать на химическом Хорошевском заводе Кибера в Москве. В 1853 году участвовал в организации картофельно-крахмального, декстринного и лейокомного завода в Ковровском уезде Владимирской губернии; стал управляющим завода и имений его владельца. В 1856 году отправился в Европу и после возвращения работал в Черниговской губернии, на свеклосахарном заводе князя Долгорукова. В августе 1859 года вновь выехал за границу с целью изучения способа изготовления типографской краски. Вернувшись, в 1861 году под Санкт-Петербургом он основал первый в России завод типографской краски, которая до этого поставлялась только из-за границы. В 1871 году он основал ещё и первый в России завод голландской сажи. За производимую на этих заводах продукцию на Всероссийских выставках он получал награды: в 1861, 1864, 1870 годах — серебряные медали, в 1882 году — большую золотую медаль.
Умер в Санкт-Петербурге 2 (14) октября 1888 года. Похоронен на Смоленском евангелическом кладбище; вместе с ним похоронены жена, Евдокия Ивановна (1835—1897) и отец.

### Архивные фонды
- ЦГИА СПб. Ф. 1381. Завод типографских красок «И. И. Беггров» 1889—1924 гг.